# 1,3-Dioxétane
Le 1,3-dioxétane (1,3-dioxacyclobutane) est un composé organique hétérocyclique de formule C2O2H4 et est formé d'un cycle à 4 atomes de carbone et d'oxygène alternants régulièrement. 
Il peut être vu comme un dimère de formaldéhyde (COH2).